# Jeff Weaver
Jeffrey Charles "Jeff" Weaver, född den 22 augusti 1976 i Northridge i Kalifornien, är en amerikansk före detta professionell basebollspelare som spelade elva säsonger i Major League Baseball (MLB) 1999–2007 och 2009–2010. Weaver var högerhänt pitcher.
Weaver spelade under sin MLB-karriär för Detroit Tigers, New York Yankees, Los Angeles Dodgers, Los Angeles Angels of Anaheim, St. Louis Cardinals och Seattle Mariners. Han vann World Series med Cardinals 2006.
Weaver är bror till Jered Weaver, som också är en före detta MLB-spelare.

## Karriär

### High school och college
Weaver spelade baseboll när han gick på Simi Valley High School. Därefter spelade han fyra år för California State University i Fresno, där han var 33–15 (33 vinster och 15 förluster) med en earned run average (ERA) på 3,12 och 477 strikeouts. Antalet strikeouts var nytt skolrekord. Den sista säsongen var han 10–4 med en ERA på 2,98 och detta ledde till att han utsågs till en "All-American" det året av tidningen Collegiate Baseball och av National Collegiate Baseball Writers Association.

### Internationellt
Under sin tid vid universitetet tog Weaver brons för USA vid olympiska sommarspelen 1996 i Atlanta. Under gruppspelet deltog han i tre matcher, mot Sydkorea, Australien och Kuba, och hade sammanlagt fem innings pitched utan att tillåta en "förtjänt" poäng (earned run). I den första matchen hade han en save. I semifinalen mot Japan, som USA förlorade med 2–11, pitchade han 2,1 inningar och tillät tre earned runs.

### Major League Baseball

#### Detroit Tigers
Weaver draftades av Detroit Tigers 1998 som 14:e spelare totalt. Han hade året innan draftats av Chicago White Sox, men inte skrivit kontrakt. Samma år som han draftades av Tigers gjorde han proffsdebut i klubbens farmarklubbssystem. Efter säsongen rankades han som Tigers näst största talang av tidningen Baseball America.
Tidigt nästa säsong, efter sammanlagt bara sex matcher i farmarligorna, debuterade Weaver i MLB den 14 april 1999. Han blev därmed det snabbaste draftvalet i Tigers historia att nå MLB och den första pitchern från draften 1998. Han vann sex av sina nio första starter med en ERA på 2,89, men därefter hade han 13 raka starter utan en vinst med en ERA på 7,39. Fram till all star-matchen var han 6–5 med en ERA på 3,84, men efter den var han 3–7 med en ERA på 8,29. I en match den 24 juli mot Boston Red Sox gav han upp fem homeruns, vilket var ett tangerat bottenrekord i Tigers historia. Under hela säsongen spelade Weaver 30 matcher för Tigers, varav 29 starter. Han var 9–12 med en ERA på 5,55 och 114 strikeouts. Högerhänta slagmän hade ett slaggenomsnitt på 0,236 mot honom, vilket var femte lägst i American League (AL). Hans 114 strikeouts var ett rookie-klubbrekord för högerhänta pitchers.
2000 fick Weaver inleda i Tigers högsta farmarklubb Toledo Mud Hens, men han kallades upp till moderklubben redan i mitten av april. Den 28 april pitchade han sin första complete game i en match mot Chicago White Sox, som han dock förlorade. Hans första vinst kom inte förrän den 13 maj mot New York Yankees, men juni var en bra månad då han på sex starter var 4–1 med en ERA på 3,69. Den 31 juli satte han personligt rekord med tolv strikeouts i en match mot Anaheim Angels. Senaste gången en pitcher hade haft tolv strikeouts för Tigers var 1986. I september utsågs han tillsammans med Hideo Nomo till månadens pitcher av Tigers, när han på sex starter var 2–4 med en ERA på 2,79. En av matcherna var årets andra complete game, men precis som med den första förlorade han även denna. Sett över hela året hade han flest innings pitched (200,0) av alla Tigers pitchers och näst flest vinster (elva), starter (30) och strikeouts (136). Motståndarnas slaggenomsnitt var 0,267.
Säsongen efter var den första där Weaver inte spelade någon match i farmarligorna. Han fick äran att starta Tigers första match för säsongen den 3 april mot Minnesota Twins och presterade en complete game, klubbens första sådan i en öppningsmatch sedan 1989, men förlorade ändå matchen. Han förlorade även sin andra complete game för året, den 16 maj mot Baltimore Orioles, trots att han satte personligt rekord genom att bara tillåta motståndarna tre hits. Under maj startade han fem matcher med en ERA på 1,64 och utsågs till månadens pitcher av Tigers. Den 2 juni mot Chicago White Sox pitchade han sin tredje complete game för säsongen, men återigen förlorade han matchen. Även i juli utsågs han till månadens pitcher av Tigers då han var 4–1 på fem starter med en ERA på 2,97. Den 3 augusti, i en match mot Oakland Athletics, förlorade han sin fjärde complete game för säsongen och den 1 september sin femte, i en match mot Toronto Blue Jays. Weaver satte flera personliga rekord 2001, bland annat i antal starter (33), vinster (13), ERA (4,08) och innings pitched (229,1). Antalet innings pitched var femte högst i AL och hans fem complete games var fjärde bäst i ligan. I matcher mot klubbar i National League (NL) var han 4–0 med en ERA på 2,39.
2002 fick Weaver för andra året i rad äran att starta Tigers första match för säsongen. Det gick inte så bra i säsongsinledningen då han förlorade tre av sina fyra första starter med en ERA på 4,56, men därefter pitchade han karriärens första shutout den 23 april mot Kansas City Royals. Den matchen var hans åttonde complete game, men den första av dessa som han vann. En månad senare, den 22 maj, pitchade han en shutout igen, denna gång mot Cleveland Indians, i vilken han hade elva strikeouts och bara tillät en hit. Weaver var nära att pitcha en no-hitter, då Indians enda hit kom med två brända i åttonde inningen. Under de första 84 inningarna av säsongen tillät han inte en enda homerun, vilket var den näst längsta sviten i en säsongsinledning i MLB sedan 1990. Han pitchade säsongens tredje shutout den 18 juni mot Atlanta Braves.
Mitt under säsongen, i början av juli, byttes Weaver bort till New York Yankees i en bytesaffär som även inbegrep Oakland Athletics. Tigers fick flera lovande unga spelare i utbyte, bland andra Carlos Peña. Weaver var dittills under säsongen 6–8 med en ERA på 3,18 på 17 starter. Han var bäst i klubben i antal vinster och bäst bland klubbens starters i ERA.
Sammanlagt under sin tid i Detroit var Weaver 39–51 med en ERA på 4,33 på 111 matcher.

#### New York Yankees
Weaver debuterade för New York Yankees den 7 juli 2002 mot Toronto Blue Jays med en vinst. I sin tredje match, den 21 juli mot Boston Red Sox, tillät han fem homeruns, vilket var ett tangerat bottenrekord i Yankees historia. Yankees vann dock matchen. Från början av augusti och under resten av grundserien användes han mest som avbytare (reliever) och han fick sin första save i MLB-karriären den 16 augusti mot Seattle Mariners. Under hans elva sista matcher i grundserien, varav fyra starter, var han 4–2 med en ERA på 1,94. För Yankees var han under grundserien 5–3 och hade två saves med en ERA på 4,04 på 15 matcher, varav åtta starter. Sett över hela grundserien med Tigers och Yankees var han 11–11 med en ERA på 3,52 på 32 matcher, varav 25 starter. Hans tre shutouts var bäst i AL och hans bortaplans-ERA på 2,48 var näst lägst i ligan.
Yankees gick 2002 till slutspel och där kom Weaver in i två matcher som avbytare i American League Division Series (ALDS) mot Anaheim Angels, en matchserie som Yankees förlorade.
Weaver inledde 2003 bra och när han till slut förlorade en match den 27 april mot Texas Rangers bröt han en svit på sex raka vinster, den längsta dittills i karriären, som sträckte sig tillbaka till slutet av föregående säsong. Han tillät inte årets första homerun förrän den 15 maj mot Anaheim Angels, efter 52 innings pitched. Inte sedan Roger Clemens 1991–1992 hade någon pitcher i MLB inlett två säsonger i rad med minst 52 innings pitched utan en enda homerun. Den 7 juni mot Chicago Cubs gjorde han sin första match som avbytare för året. I slutet av augusti, efter sämre spel av Weaver, hade Yankees inte plats för honom i 25-mannatruppen utan skickade ned honom till en farmarklubb några dagar. Sett över hela grundserien 2003 var Weaver 7–9 med en ERA på 5,99 på 32 matcher, varav 24 starter. Hans ERA och innings pitched (159,1) var båda sämst dittills under karriären.
I slutspelet fick Weaver bara chansen i en match, den fjärde matchen i World Series mot Florida Marlins. Han förlorade matchen när han tillät en walk-off homerun i botten av tolfte inningen. Yankees förlorade senare matchserien.
I mitten av december 2003 bytte Yankees bort Weaver till Los Angeles Dodgers i utbyte mot Kevin Brown. Tiden i Yankees blev inte som Weaver eller klubben tänkt sig. På 47 matcher, varav 32 starter, var han 12–12 med en ERA på 5,35. Om man skulle hitta något positivt var det att Weaver under 237,1 innings pitched för Yankees bara hade fyra spelare som lyckades stjäla en bas mot honom medan fem andra misslyckades.

#### Los Angeles Dodgers
Weaver fick en nytändning i Los Angeles Dodgers dräkt 2004. Han debuterade för klubben den 7 april mot San Diego Padres och pitchade bra utan att vinna. I 15 raka starter från mitten av juni till slutet av augusti tillät han tre eller färre earned runs, men i en av matcherna, den 21 augusti mot Atlanta Braves, tangerade han ett MLB-rekord genom att ha tre raka hit batsmen i första inningen. Under 2004 års grundserie var han 13–13 med en ERA på 4,01 på 34 starter. Han var sjua i NL i innings pitched (220,0) och bäst i Dodgers avseende starter, innings pitched och strikeouts (153). Hans 25 quality starts var delat näst bäst i MLB med Johan Santana efter Randy Johnson. Högerhänta slagmän hade ett slaggenomsnitt på 0,233 mot honom.
Dodgers gick 2004 till slutspel och Weaver fick starta den andra matchen i National League Division Series (NLDS) mot St. Louis Cardinals, men han varade bara 4,2 inningar under vilka han tillät sex earned runs i en match som Dodgers förlorade med 3–8. Dodgers förlorade senare matchserien.
Weaver pitchade 2005 två shutouts, dels den 17 april mot San Diego Padres och dels den 12 september mot Colorado Rockies, vilket räckte till delad fjärde plats i NL. Han nådde under säsongen flest antal vinster under karriären (14) och även flest strikeouts (157). Han hade vidare elva förluster och en ERA på 4,22 på 34 starter. Hans 224,0 innings pitched var hans bästa resultat sedan 2001 och åttonde bäst i NL. Han tillät bara 43 walks och var fjärde bäst i ligan i antal walks per 9 innings pitched (1,73) och åttonde bäst i strikeouts per walk (3,65).
Efter 2005 års säsong blev Weaver free agent. Dodgers gjorde ett försök att skriva kontrakt med honom, men parterna kunde inte komma överens. Weaver hade 2005 tjänat 9,35 miljoner dollar. Under sina två år i Dodgers var Weaver 27–24 med en ERA på 4,11.

#### Los Angeles Angels of Anaheim
I mitten av februari 2006, just som försäsongen skulle inledas, skrev Weaver på ett ettårskontrakt med Los Angeles Angels of Anaheim värt 8,4 miljoner dollar. I Angels farmarklubbssystem fanns lillebrodern Jered. Weaver misslyckades dock med att infria förväntningarna, till exempel tillät han åtta earned runs på bara 2,1 inningar den 28 april mot Chicago White Sox. Efter att ha tillåtit sex earned runs på två inningar den 27 juni mot Colorado Rockies var han 3–10 (delat flest förluster i MLB) med en ERA på 6,29 (9,09 på hemmaplan). Detta ledde till att Angels sade upp honom, och som en ödets ironi var det hans bror Jered som tog hans plats i laget.

#### St. Louis Cardinals
Ny klubbadress för Weaver blev St. Louis Cardinals, som var i stort behov av pitching och bara behövde skicka en farmarklubbsspelare till Angels i utbyte. I sin första start för sin nya klubb, den 17 juli 2006 mot Atlanta Braves, tillät han dock sex earned runs på bara fyra innings pitched i en match som Cardinals förlorade med 3–15. Resten av grundserien pitchade han bättre och var 5–4 för Cardinals med en ERA på 5,18 på 15 starter. Hans insatser hjälpte klubben att vinna sin division och gå till slutspel. Sett över hela grundserien med Angels och Cardinals var han 8–14 med en ERA på 5,76 på 31 starter (172,0 innings pitched).
Weaver var lyckosam i slutspelet 2006 som slutade med att Cardinals vann World Series. I första omgången, NLDS mot San Diego Padres, startade och vann han match två, en match som Cardinals vann med 2–0. I nästa omgång, NLCS mot New York Mets, startade han match ett men förlorade trots att han pitchade bra, varefter han startade och vann match fem. I World Series mot sin gamla klubb Detroit Tigers startade han match två men förlorade, återigen efter bra spel. När han sedan startade och vann match fem efter åtta starka innings pitched, den match som innebar att Cardinals blev World Series-mästare, fullbordade han den oväntade vändning som säsongen tog efter att han sades upp av Angels tidigare under säsongen. I hela slutspelet var han 3–2 med en ERA på 2,43. Efter säsongen blev Weaver free agent igen.

#### Seattle Mariners
I slutet av januari 2007 skrev Weaver på ett ettårskontrakt med Seattle Mariners värt 8,325 miljoner dollar med en möjlighet att tjäna ytterligare en miljon dollar om han presterade väl. Den första tiden för Mariners blev dock katastrofal. Han förlorade alla sina sex första starter och hade i det läget en ERA på hela 14,32. Han placerades då på skadelistan på grund av seninflammation (tendinit) i höger axel. När han kom tillbaka efter en månad pitchade han mycket bättre och hade bland annat en shutout den 20 juni mot Pittsburgh Pirates där han bara tillät fyra hits, en complete game den 21 juli mot Toronto Blue Jays som Mariners dock förlorade med 0–1 och en till shutout den 12 augusti mot Chicago White Sox där han bara tillät fem hits. Han spelade något sämre mot slutet av säsongen och var totalt 7–13 med en ERA på 6,20 på 27 starter. Hans ERA var karriärens sämsta och hans innings pitched (146,2) var sämst dittills i karriären, men hans två shutouts var delat flest i AL. Efter säsongen blev Weaver free agent igen.

#### Milwaukee Brewers

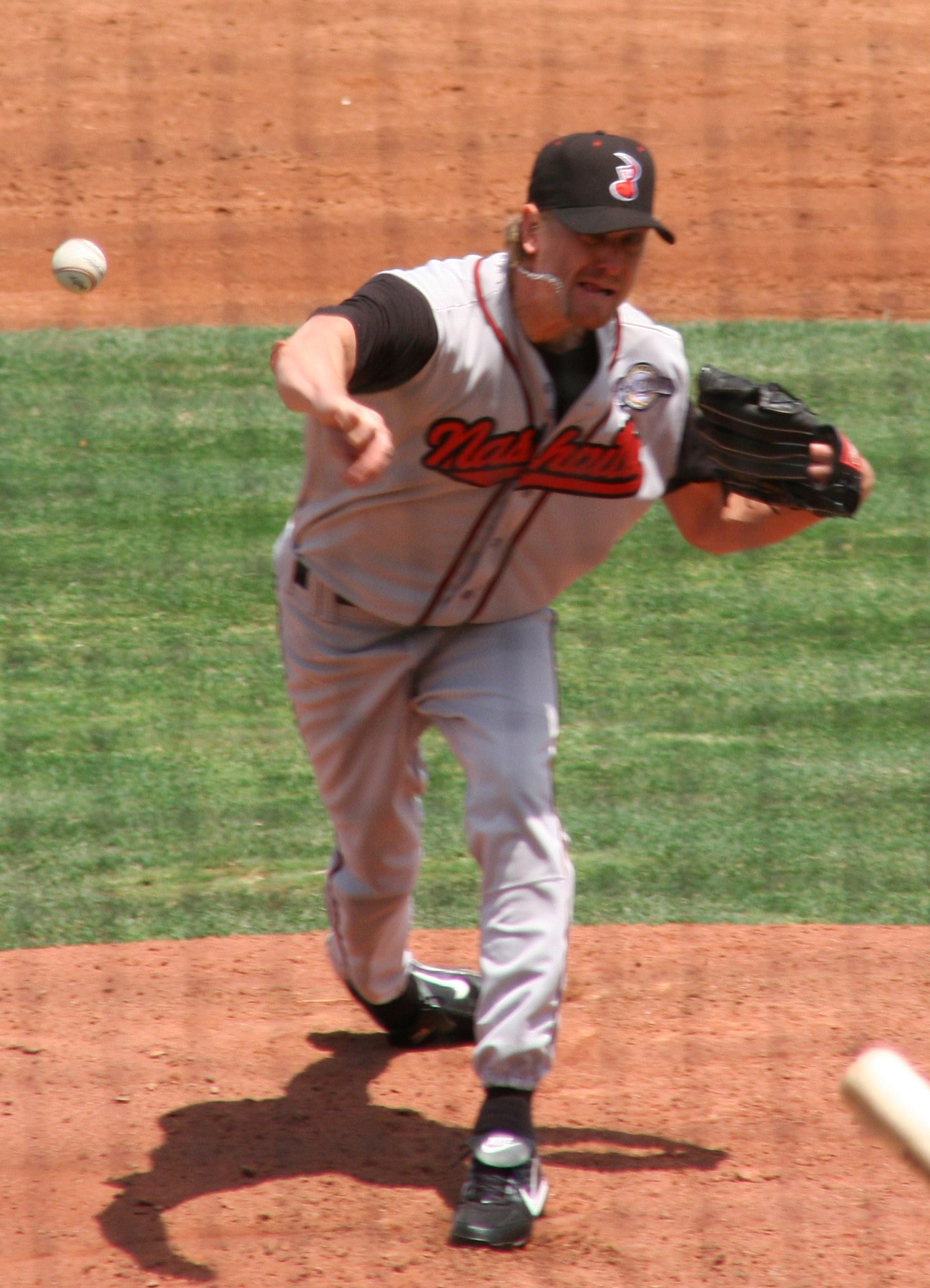
Weaver i farmarklubben Nashville Sounds dräkt 2008.

Weaver lyckades inte komma överens med någon ny klubb förrän ett par veckor in på 2008 års säsong, då han skrev på ett minor league-kontrakt med Milwaukee Brewers. Han skickades till Brewers högsta farmarklubb Nashville Sounds. Efter nio starter, då han var 2–4 med en ERA på 6,22 för Sounds, begärde han att få avsluta kontraktet i förtid, vilket Brewers gick med på.

#### Cleveland Indians
I början av juli 2008 skrev Weaver på ett minor league-kontrakt med Cleveland Indians och skickades till Indians högsta farmarklubb Buffalo Bisons. Där blev han kvar resten av säsongen och var 2–2 med en ERA på 6,07 på 13 matcher, varav fyra starter. Efter säsongen blev Weaver free agent igen.

#### Los Angeles Dodgers igen

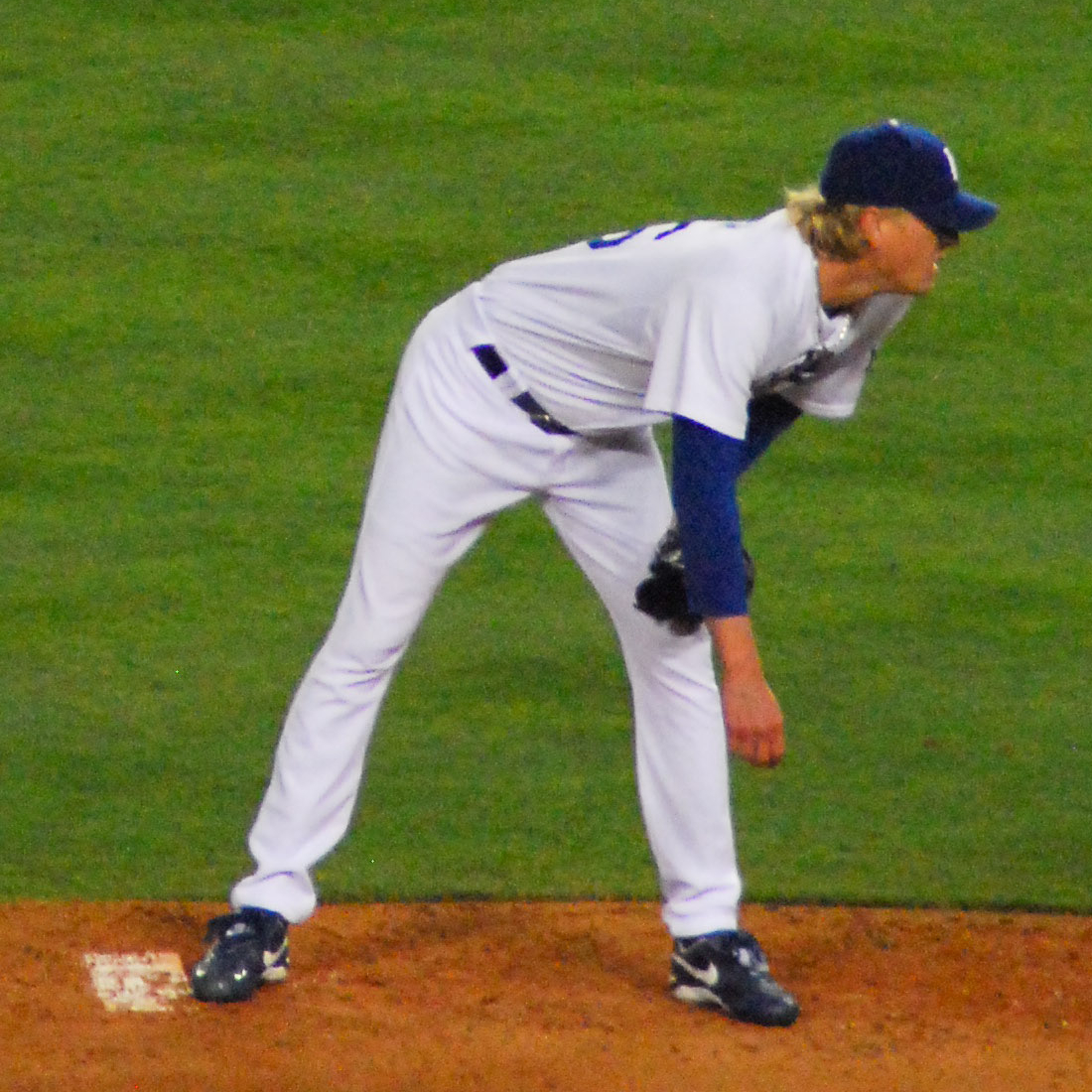
Weaver i Los Angeles Dodgers dräkt under slutspelet 2009.

2009 gjorde Weaver comeback för Los Angeles Dodgers, som han spelade för 2004–2005, efter att ha skrivit på ett minor league-kontrakt i början av februari och bjudits in till klubbens försäsongsträning. Efter några matcher för Dodgers högsta farmarklubb Albuquerque Isotopes spelade han sin första match för Dodgers den 30 april. Han användes mest som avbytare, men gjorde också sju starter. En av starterna, derbyt den 20 juni mot Los Angeles Angels of Anaheim, var anmärkningsvärd eftersom hans lillebror Jered startade för Angels. Det var bara åttonde gången i MLB:s historia som två bröder startade mot varandra i samma match. Jeff vann duellen inför bland andra brödernas föräldrar. Under grundserien var Weaver 6–4 med en ERA på 3,65 på 28 matcher (79,0 innings pitched).
I slutspelet kom han in som avbytare i den första matchen i NLDS mot sin förra klubb St. Louis Cardinals och utsågs till vinnande pitcher efter 1,1 innings pitched. Trots detta kom han inte med i spelartruppen till nästa omgång, NLCS, mot Philadelphia Phillies, en matchserie som Dodgers förlorade. Efter säsongen blev Weaver återigen free agent.
Weaver gjorde sin sista säsong 2010, återigen för Dodgers som han skrev ett nytt minor league-kontrakt med i början av februari värt 800 000 dollar. För första gången i karriären startade han inte en enda match under säsongen, utan användes uteslutande som avbytare. Han drabbades av en muskelbristning i ryggen i slutet av april som höll honom borta från spel i ett par veckor. I comebacken erhöll han sin 100:e vinst i karriären. I augusti var han skadad igen, denna gång med seninflammation (tendinit) i vänster knä. Sin sista match i karriären spelade han den 29 september mot Colorado Rockies. Sammanlagt spelade Weaver 43 matcher 2010 och var 5–1 med en ERA på 6,09. Han pitchade bara 44,1 inningar, vilket var sämst i karriären.

## Statistik

### Major League Baseball

#### Grundserien
| År             | Klubb          | W   | L   | ERA  | G   | GS  | CG | SHO | SV | SVO | HLD | IP      | H     | R     | ER  | HR  | HB  | WP | BB  | IBB | SO    | AVG   | WHIP |
| -------------- | -------------- | --- | --- | ---- | --- | --- | -- | --- | -- | --- | --- | ------- | ----- | ----- | --- | --- | --- | -- | --- | --- | ----- | ----- | ---- |
| 1999           | DET            | 9   | 12  | 5,55 | 30  | 29  | 0  | 0   | 0  | 0   | 0   | 163,2   | 176   | 104   | 101 | 27  | 17  | 0  | 56  | 2   | 114   | 0,278 | 1,42 |
| 2000           | DET            | 11  | 15  | 4,32 | 31  | 30  | 2  | 0   | 0  | 0   | 0   | 200,0   | 205   | 102   | 96  | 26  | 14  | 3  | 52  | 2   | 136   | 0,267 | 1,29 |
| 2001           | DET            | 13  | 16  | 4,08 | 33  | 33  | 5  | 0   | 0  | 0   | 0   | 229,1   | 235   | 116   | 104 | 19  | 14  | 3  | 68  | 4   | 152   | 0,266 | 1,32 |
| 2002           | DET (del)      | 6   | 8   | 3,18 | 17  | 17  | 3  | 3   | 0  | 0   | 0   | 121,2   | 112   | 50    | 43  | 4   | 8   | 4  | 33  | 1   | 75    | 0,243 | 1,19 |
| 2002           | NYY (del)      | 5   | 3   | 4,04 | 15  | 8   | 0  | 0   | 2  | 2   | 0   | 78,0    | 81    | 38    | 35  | 12  | 3   | 2  | 15  | 3   | 57    | 0,260 | 1,23 |
| 2002           | TOT            | 11  | 11  | 3,52 | 32  | 25  | 3  | 3   | 2  | 2   | 0   | 199,2   | 193   | 88    | 78  | 16  | 11  | 6  | 48  | 4   | 132   | 0,250 | 1,21 |
| 2003           | NYY            | 7   | 9   | 5,99 | 32  | 24  | 0  | 0   | 0  | 0   | 1   | 159,1   | 211   | 113   | 106 | 16  | 11  | 2  | 47  | 2   | 93    | 0,320 | 1,62 |
| 2004           | LAD            | 13  | 13  | 4,01 | 34  | 34  | 0  | 0   | 0  | 0   | 0   | 220,0   | 219   | 103   | 98  | 19  | 14  | 9  | 67  | 9   | 153   | 0,260 | 1,30 |
| 2005           | LAD            | 14  | 11  | 4,22 | 34  | 34  | 3  | 2   | 0  | 0   | 0   | 224,0   | 220   | 111   | 105 | 35  | 18  | 2  | 43  | 1   | 157   | 0,256 | 1,17 |
| 2006           | LAA (del)      | 3   | 10  | 6,29 | 16  | 16  | 0  | 0   | 0  | 0   | 0   | 88,2    | 114   | 68    | 62  | 18  | 4   | 4  | 21  | 0   | 62    | 0,309 | 1,52 |
| 2006           | STL (del)      | 5   | 4   | 5,18 | 15  | 15  | 0  | 0   | 0  | 0   | 0   | 83,1    | 99    | 49    | 48  | 16  | 6   | 1  | 26  | 1   | 45    | 0,297 | 1,50 |
| 2006           | TOT            | 8   | 14  | 5,76 | 31  | 31  | 0  | 0   | 0  | 0   | 0   | 172,0   | 213   | 117   | 110 | 34  | 10  | 5  | 47  | 1   | 107   | 0,303 | 1,51 |
| 2007           | SEA            | 7   | 13  | 6,20 | 27  | 27  | 3  | 2   | 0  | 0   | 0   | 146,2   | 190   | 105   | 101 | 23  | 8   | 3  | 35  | 5   | 80    | 0,315 | 1,53 |
| 2009           | LAD            | 6   | 4   | 3,65 | 28  | 7   | 0  | 0   | 0  | 0   | 0   | 79,0    | 87    | 34    | 32  | 7   | 5   | 4  | 33  | 9   | 64    | 0,281 | 1,52 |
| 2010           | LAD            | 5   | 1   | 6,09 | 43  | 0   | 0  | 0   | 0  | 1   | 4   | 44,1    | 48    | 30    | 30  | 5   | 1   | 0  | 20  | 5   | 26    | 0,291 | 1,53 |
| Totalt (11 år) | Totalt (11 år) | 104 | 119 | 4,71 | 355 | 274 | 16 | 7   | 2  | 3   | 5   | 1 838,0 | 1 997 | 1 023 | 961 | 227 | 123 | 37 | 516 | 44  | 1 214 | 0,277 | 1,37 |

     = Bäst i ligan
     = Sämst i ligan

#### Slutspelet
| År            | Klubb         | W | L | ERA   | G  | GS | CG | SHO | SV | SVO | HLD | IP   | H  | R  | ER | HR | HB | WP | BB | IBB | SO | AVG   | WHIP |
| ------------- | ------------- | - | - | ----- | -- | -- | -- | --- | -- | --- | --- | ---- | -- | -- | -- | -- | -- | -- | -- | --- | -- | ----- | ---- |
| 2002          | NYY           | 0 | 0 | 6,75  | 2  | 0  | 0  | 0   | 0  | 0   | 0   | 2,2  | 4  | 2  | 2  | 0  | 1  | 0  | 3  | 1   | 1  | 0,444 | 2,63 |
| 2003          | NYY           | 0 | 1 | 9,00  | 1  | 0  | 0  | 0   | 0  | 0   | 0   | 1,0  | 1  | 1  | 1  | 1  | 0  | 0  | 0  | 0   | 0  | 0,250 | 1,00 |
| 2004          | LAD           | 0 | 1 | 11,57 | 1  | 1  | 0  | 0   | 0  | 0   | 0   | 4,2  | 8  | 6  | 6  | 0  | 2  | 1  | 2  | 0   | 4  | 0,381 | 2,14 |
| 2006          | STL           | 3 | 2 | 2,43  | 5  | 5  | 0  | 0   | 0  | 0   | 0   | 29,2 | 25 | 9  | 8  | 3  | 1  | 0  | 9  | 1   | 19 | 0,221 | 1,15 |
| 2009          | LAD           | 1 | 0 | 0,00  | 1  | 0  | 0  | 0   | 0  | 0   | 0   | 1,1  | 1  | 0  | 0  | 0  | 0  | 0  | 0  | 0   | 1  | 0,200 | 0,75 |
| Totalt (5 år) | Totalt (5 år) | 4 | 4 | 3,89  | 10 | 6  | 0  | 0   | 0  | 0   | 0   | 39,1 | 39 | 18 | 17 | 4  | 4  | 1  | 14 | 2   | 25 | 0,257 | 1,35 |